# Тылжинская волость
Тылжинская волость (латыш. Tilžas pagasts) — одна из 19 волостей Балвского края в Латвии. Волостной центр — село Тылжа.
На начало 2015 года население волости составляло 955 постоянных жителей.